# 夏赤松
夏赤松，南朝会稽（今浙江省绍兴市）人，刘宋、萧齐时围棋棋手。
当时以琅邪人王抗围棋第一品，褚思庄和夏赤松为第二品。夏赤松思维敏捷，善于从大局行棋，褚思庄下棋思考久，巧于斗棋。齐永明年间，齐武帝派王抗品评棋艺，竟陵王萧子良派萧惠基主管其事。